# Mošćenička Draga
Mošćenička Draga es un municipio de Croacia en el condado de Primorje-Gorski Kotar.

## Geografía
Se encuentra a una altitud de 15 m s. n. m. a 198 km de la capital nacional, Zagreb.

## Demografía
En el censo 2011 el total de población del municipio fue de 1535 habitantes, distribuidos en las siguientes localidades:
- Brseč -  129
- Golovik -  84
- Grabrova - 10
- Kalac - 32
- Kraj  -  98
- Mala Učka  - 0
- Martina - 50
- Mošćenice -  301
- Mošćenička Draga -  585
- Obrš -  14
- Sučići -  45
- Sveta Jelena -  93
- Sveti Anton -  8
- Zagore - 86

| Gráfica de población de Mošćenička Draga 1857-2011                  |
|                                                                     |
| Según los censos de población de la oficina estadística de Croacia. |